# Sainte-Luce-sur-Loire
Sainte-Luce-sur-Loire (bretonsko Santez-Lusenn) je vzhodno predmestje Nantesa in občina v francoskem departmaju Loire-Atlantique regije Loire. Leta 2012 je naselje imelo 13.452 prebivalcev.

## Geografija
Kraj leži v pokrajini Bretaniji na desnem bregu reke Loare, 6 km vzhodno od Nantesa.

## Uprava
Občina Sainte-Luce-sur-Loire skupaj s sosednjimi občinami Carquefou, Mauves-sur-Loire in Thouaré-sur-Loire sestavlja kanton Carquefou; slednji se nahaja v okrožju Nantes.

## Zanimivosti
- Château de Chassay
- Manoir du Grand Plessis
- Sveta Lucija

- grad château de Chassay iz 15. stoletja,
- graščina manoir du Grand Plessis iz druge polovice 19. stoletja,
- romanska cerkev sv. Lucije iz druge polovice 19. stoletja.

## Pobratena mesta
- Herzogenaurach (Bavarska, Nemčija);